# Hernâni Correia
Hernâni Sebastião Paixão Correia, mais conhecido por Hernâni Correia (Freguesia de Santa Maria, Concelho de Lagos, 25 de Janeiro de 1925 - Lisboa, 2 de Fevereiro de 1998) foi um compositor e poeta português.

## Biografia

### Nascimento e educação
Nasceu na freguesia de Santa Maria, em Lagos, em 25 de Janeiro de 1925, filho de Hernâni Eduardo Correia e de Maria Cândida Paixão. Estudou na Escola Comercial Rodrigues Sampaio, em Lisboa, em Lisboa, e frequentou o Instituto Superior de Ciências Económicas e Financeiras. Durante a sua juventude e fase estudantil praticou natação, tendo ganho inúmeras medalhas nesta modalidade.

### Carreira profissional e artística
Enquanto estudava em Lisboa, começou a laborar na Emissora Nacional. Posteriormente, exerceu como chefe de secção da Secretaria e Arquivo Geral e vogal do Conselho Fiscal da Radiodifusão Portuguesa. Também foi primeiro secretário da direcção e vogal efectivo da direcção da Casa do Algarve, tendo representado o concelho de Vila do Bispo nesta organização. Ocupou igualmente as posições de vogal no Centro de Arte e Cultura Teixeira Gomes e de tesoureiro da Sociedade Portuguesa de Autores por diversos anos, tendo integrado os seus corpos directivos. 
Hernâni Correia destacou-se pela sua prodigiosa imaginação, sendo habitual o uso de pequenos pedaços de papel que se encontrassem à mão para anotar as rimas, poemas e textos que lhe surgissem em mente. Hernâni Correia possuia mais de 400 discos em vinil, dos mais diversos artistas da época, cada um deles com uma ou várias músicas cujas letras eram da sua autoria. Escreveu inúmeros poemas e letras para canções populares (tem mais de 170 registos de letras e poemas na Sociedade Portuguesa de Autores), entre os quais se destacam Fado de Quem Ama, Meu Amor, Minha Cidade, Pressentimento, Sol de Pouca Dura, Amar Lisboa, Ao Ver Lisboa e Lisboa das Varinas. A sua principal obra foi o Fadinho Serrano, imortalizado por Amália Rodrigues, de quem era amigo, e cantado depois por um grande número de fadistas, destacando-se Carminho e Dulce Pontes. Outra artista que interpretou várias das suas letras e poemas foi Maria de Lurdes Resende. 

### Falecimento e família
Casou com Maria de Lurdes Pontes Pereira (falecida em 12 de Agosto de 2008), de quem teve duas filhas, Maria Teresa (falecida em 9 de Novembro de 2009) e Maria Beatriz, que não tiveram descendência.
No seu funeral participaram muitos amigos, vultos da rádio, do Fado e da Canção Popular, nomeadamente as referidas Amália Rodrigues e Maria de Lurdes Resende.

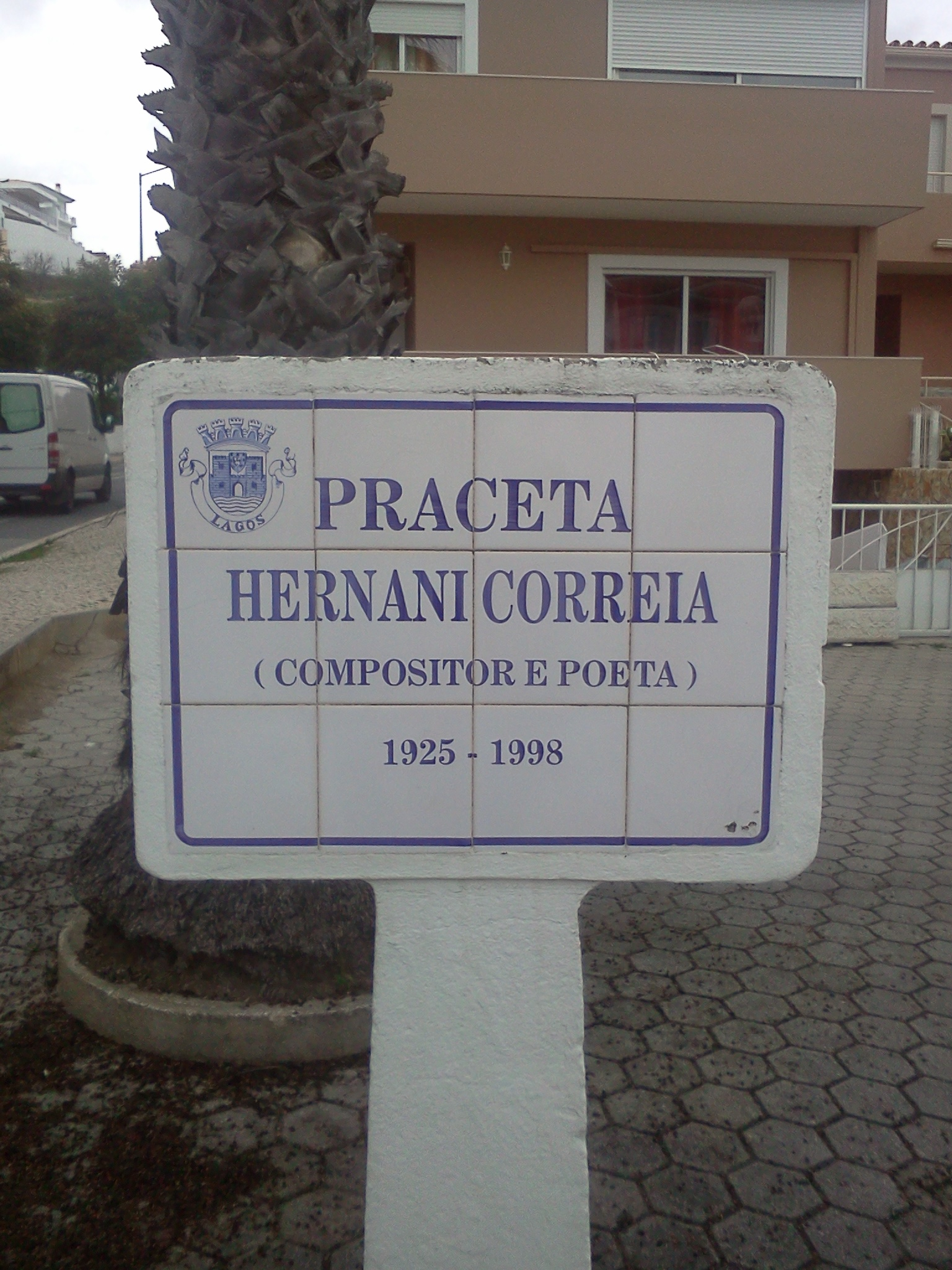
Placa toponímica da Praceta Hernâni Correia, em Lagos.

## Homenagens
A Câmara Municipal de Lagos colocou o nome de Hernani Correia numa rua da cidade.